# Hrabstwo Johnson (Georgia)
Hrabstwo Johnson – hrabstwo w stanie Georgia, w USA. Siedziba władz hrabstwa mieści się w Wrightsville.

## Miejscowości
- Kite
- Wrightsville

## Sąsiednie hrabstwa
- Hrabstwo Washington – północ
- Hrabstwo Jefferson – północny wschód
- Hrabstwo Emanuel – wschód
- Hrabstwo Treutlen – południe
- Hrabstwo Laurens – południowy zachód
- Hrabstwo Wilkinson – zachód

## Demografia
Według spisu z 2020 roku liczy 9189 mieszkańców, co oznacza spadek o 7,9% w porównaniu z poprzednim spisem z roku 2010. Według danych pięcioletnich z 2021 roku 63,3% to biali (61,2% nie licząc Latynosów), 34,1% czarnoskórzy lub Afroamerykanie, 1,6% miało rasę mieszaną, 0,5% Azjaci i 0,4% to rdzenna ludność Ameryki. Latynosi stanowili 3,1% populacji hrabstwa.

## Polityka
Hrabstwo jest przeważająco republikańskie, gdzie w wyborach prezydenckich w 2020 roku, 69,5% głosów otrzymał Donald Trump i 29,8% przypadło dla Joe Bidena. 